# Il matrimonio di Lady Brenda
 Il matrimonio di Lady Brenda (A Handful of Dust) è un film del 1988 diretto da Charles Sturridge.
Il soggetto è tratto dal romanzo Una manciata di polvere di Evelyn Waugh.

## Trama
Inghilterra, anni '30. Brenda e Tony Last sono una coppia modello, fanno parte dell'alta società, hanno una grande tenuta in campagna e un bellissimo bambino. Ma l'apparenza inganna, in realtà sono una coppia stanca e infelice, unita ormai solo dall'amore per il figlio John Andrew.
Nella loro vita entra John Beaver che, solo per denaro, intreccia una relazione con Brenda. La donna, sempre più stanca dell'assenteismo del marito e innamorata di Beaver, decide di chiedere il divorzio. Ma la tragedia è appena iniziata: durante una battuta di caccia il figlio muore accidentalmente, e Last, abbattuto della situazione, in un primo momento accetta di assumersi la colpa in tribunale nella causa di divorzio, ma quando la moglie gli chiede di versarle una grossa somma in favore dell'amante, Tony rifiuta e non le dà nulla.
In seguito Last parte per le foreste del Brasile, accompagnato da una guida che muore annegata nel tragitto. Last viene tratto in salvo da un uomo, Todd, che vive tra i selvaggi. Dopo aver fatto credere ai suoi soccorritori che Last è morto, Todd lo riduce in prigionia e, essendo analfabeta, lo costringe ogni giorno a leggergli un brano di Dickens.
Rimasta senza soldi, Brenda è abbandonata da Beaver mentre la sua villa viene ereditata dai cugini di Last. Dopo aver assistito ai funerali solenni del marito, Brenda affoga nella sua triste vita, assistita da un amico che si prenderà cura di lei.